# Winthemia erythropyga
Winthemia erythropyga là một loài ruồi trong họ Tachinidae.